# Xiphorhynchus erythropygius
Xiphorhynchus erythropygius е вид птица от семейство Furnariidae.

## Разпространение
Видът е разпространен в Белиз, Гватемала, Еквадор, Колумбия, Коста Рика, Мексико, Никарагуа, Панама, Салвадор и Хондурас.